# 意非神社
意非神社（おいじんじゃ、いひじんじゃ）は、鳥取県八頭郡若桜町にある神社。祭神は天饒日尊、神紋は違い矢紋。式内社、旧社格は村社。

## 概要
天饒日尊の末裔が祖神を祀った神社である。平安時代の延喜式神名帳（927年）に記載されている千年以上の歴史を持つ古社で、若桜宿から八東川を越えた屋堂羅地区の入口の丘上に鎮座する。
古くは「意非の宮」と呼ばれ一ノ宮谷（不香田）にあったが、武内宿禰が境内より放った矢が落ちた地である矢落谷（=矢堂羅=屋堂羅）に遷座されたと伝わる。丘を下ったところに日本一の大きさの幟がある。

## 境内
日本一の大幟
1945年（昭和20年）ごろまで存在した意非神社の「五反のぼり」の再建として平成元年10月8日に建立された。
屋堂羅産の杉（樹齢100年、高さ31m）を竿としている。幟の大きさは縦26.8m、横1.8mで、畳30枚の広さに相当する。
揮毫は、幟が坂野重信、掲揚台が西尾邑次、記念碑は竹本憲治による。
日本有数の木製大鳥居
明仁天皇即位20年を記念し、平成23年1月30日に建立された。
幟竿と同じく屋堂羅産の杉（樹齢80年以上、高さ18mを製材）にて建立。
大きさは縦10.8m、横9.2mで、木製鳥居では日本で五本の指に入る。（平成23年5月現在）
社号表揮毫は鳥取県神社庁庁長永江則英による。発起及び総責任者は、意非神社総代長伊井野政之による。

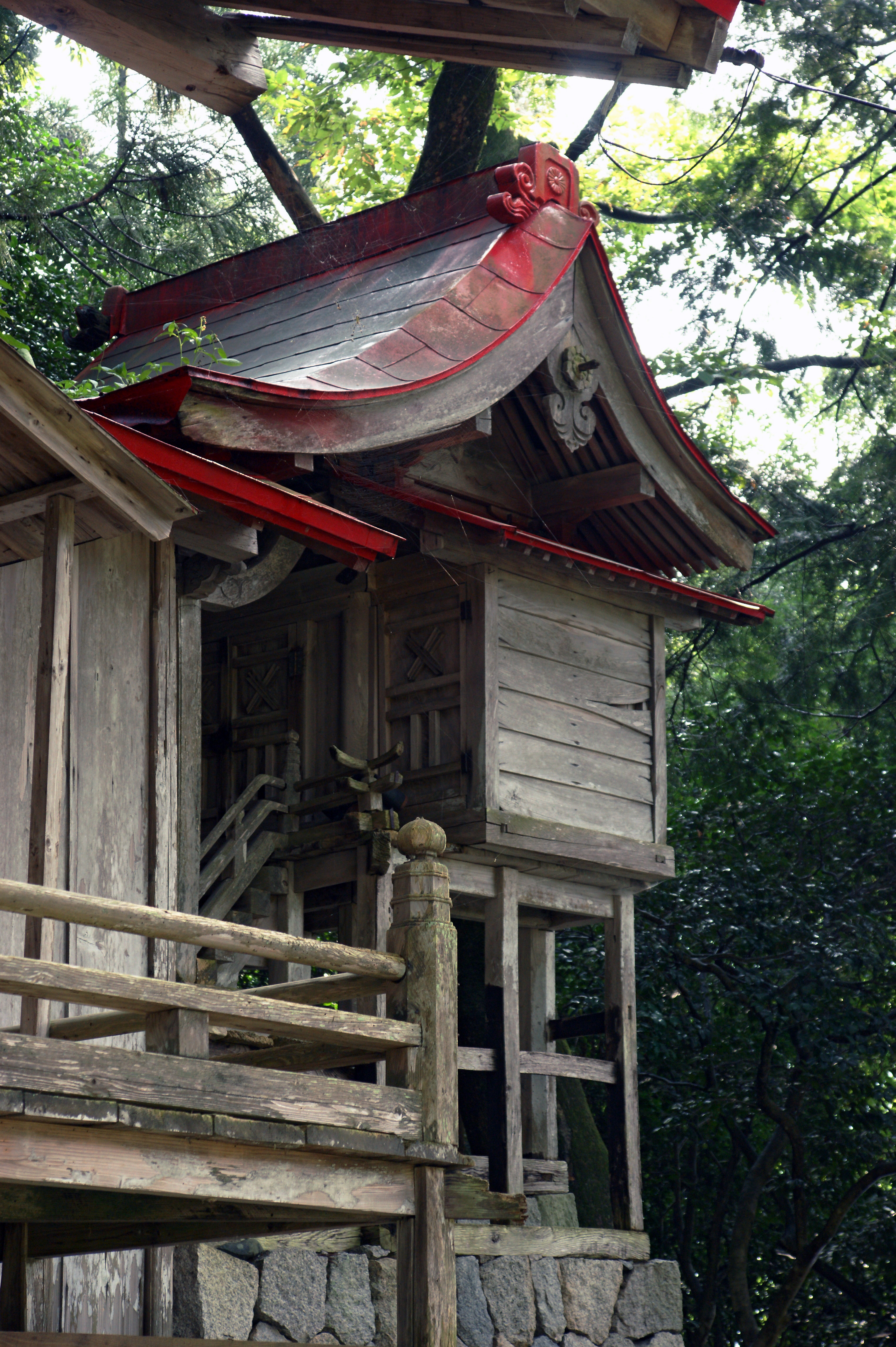
本殿
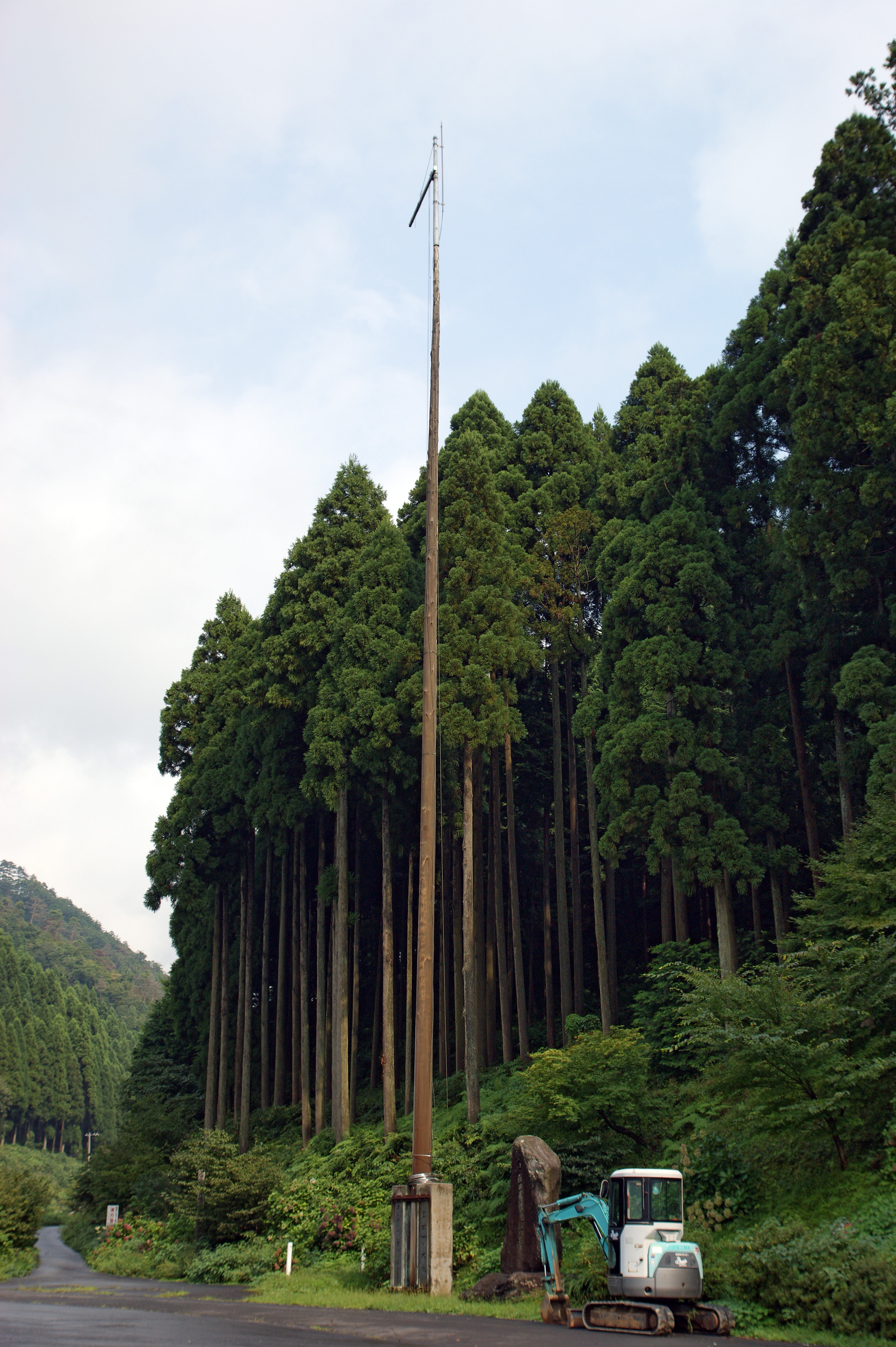
日本一の大幟

## 現地情報
所在地
- 鳥取県八頭郡若桜町屋堂羅1

交通アクセス
- 最寄駅：若桜鉄道 若桜駅下車後、 徒歩7分

周辺
- 若桜郷土文化の里
- 中ノ島公園